# Dedo Corazón (banda)
Dedo Corazón es una banda extremeña de rock, formada en 2001.
Al principio tocaban canciones de sus bandas favoritas, pero poco a poco compusieron temas propios hasta publicar dos álbumes: Presente sucesivo y Subconsciente paraíso.

## Músicos
- Martín Vinagre (guitarra y voz).[1]
- César Sanguino (bajo y coros).
- Antonio Mariscal (bajo).[2]
- Alberto de la Rosa (batería).

Músicos anteriores
- José Luis (guitarra).
- Robe (bajo).
- Juanjo Roncero
- Manolo Pozo
- Jesús (batería).
- Vicente Boni Bonilla (batería).
- Gonzalo Barrera (batería).

## Historia de la banda
Dedo Corazón comenzó su andadura en Aliseda, una localidad situada en los alrededores de Cáceres (España). La banda tiene su comienzo cuando Martín (guitarra) y Jesús (batería) deciden juntarse para tocar con la finalidad de pasar el rato. Al poco tiempo se unieron a ellos José Luis (guitarra) y Robe (bajo). Comenzaron a versionar las canciones de sus bandas favoritas, como Extremoduro o Leño, y así surgió la curiosidad de formar una banda seria. A los pocos meses, Robe dejó la banda y en su lugar entró César para tocar el bajo. Empezaron a componer algunos temas propios y comienzan a tocar en directo por varios bares de los alrededores de Cáceres consiguiendo así una buena aceptación por parte de la gente.
La gran variedad de los componentes de la banda hace que su música suene fresca y diferente. En el verano del 2003 grabaron el que sería su primer álbum Presente sucesivo, un disco lleno de nuevos temas con sonido de rock sencillo y fresco.
A comienzos de 2006 José Luis abandonó la banda y Martín, Jesús y César decidieron continuar con la banda en forma de trío, dando como resultado una banda más sólida y fuerte. Desde el 2006 hasta la fecha han tocado en las principales ciudades de Extremadura y también han compartido cartel con bandas de diversos estilos, como Los Delincuentes, La Frontera, y Sínkope.
En enero de 2007 debido a motivos personales Jesús toma la decisión de abandonar la banda, dejando así a Martín y a César al mando de la banda. Como ya tenían varios temas compuestos para el nuevo disco decidieron seguir componiendo. En junio de 2007 año el disco ya estaba listo para ser grabado. Al no tener baterista decidieron recurrir a uno de los mejores baterías de toda la región: José Joaquín García Palike, quien aportó toda su experiencia para el nuevo álbum. Con la batería ya grabada comienzan a grabarse voces, guitarras, bajos etc. El resultado de todo esto nace a principios del año 2008 con el nuevo y esperado álbum de este grupo extremeño Subconsciente paraíso. Este trabajo fue publicado a mediados de marzo.
Después de este segundo trabajo se incorporaron a la banda Vicente Boni Bonilla (el antiguo batería de Son de Secano) y Manolo Pozo (antiguo componente de la banda El Gitano, la Cabra y la Trompeta). Con estas dos nuevas incorporaciones la banda presentó su álbum Subconsciente paraíso por gran parte de la geografía española. Poco después hubo nuevos cambios en la banda con las incorporaciones de Juanjo Roncero y Gonzalo Barrera a la batería.
Después de casi 8 años lanzan su tercer trabajo en enero de 2016.

## Discografía

### «Presente sucesivo»
En diciembre de 2003 publicaron su primer álbum Presente sucesivo, compuesto por nueve temas, lleno de rock sencillo y fresco y con temas pegadizos y letras que van dirigidas directamente a la gente de la calle.
1. El orden de tus factores
2. Paso a paso
3. Lo que quise ser
4. Cuento
5. Me da por cantar
6. Extremadura
7. Está muy feo
8. Miedo
9. Dedo corazón

### «Subconsciente paraíso»
En marzo de 2008 publicaron su segundo trabajo Subconsciente paraíso, en el colaboró Palike (José Joaquín García) en la batería, también colaboraron otros artistas como Vítor Iñíguez y Alberto David (de Sínkope) y Víctor Willy Mateo. Fue grabado por César Sanguino (el bajista de la banda) en los estudios de grabación Alberca 18 y en In-Out. La mezcla fue llevada a cabo en Infiniy (Madrid). En este segundo trabajo aparece un sonido más elaborado y sencillo que el de su primer disco.
1. Amaneceres
2. Se me escapan
3. Días distintos
4. Mi jaula
5. Solo al pensar
6. Sabe nadie

### «Huracán»
En enero de 2016 publican su tercer trabajo bajo el nombre de Huracán con 11 nuevos temas.
1. Rumbo errado.
2. Tu siempre pides.
3. Se repite el presente.
4. Huracán.
5. He soñado.
6. Puse en pie tierra.
7. Miente.
8. En el mismo momento.
9. Cuando cantas.
10. Intento.
11. Renglones paralelos.